# Багалади
Багалади (итал. Bagaladi) је насеље у Италији у округу Ређо ди Калабрија, региону Калабрија.
Према процени из 2011. у насељу је живело 931 становника. Насеље се налази на надморској висини од 479 м.

## Становништво
Према резултатима пописа становништва 2011. у општини је живело 1.082 становника.
| 1931. | 1936. | 1951. | 1961. | 1971. | 1981. | 1991. | 2001. | 2011. |
| ----- | ----- | ----- | ----- | ----- | ----- | ----- | ----- | ----- |
| 2.418 | 2.420 | 2.286 | 2.131 | 2.022 | 1.523 | 1.437 | 1.286 | 1.082 |